# Halla Margrét Árnadóttir
Halla Margrét Árnadóttir (23 de abril de 1964 - ) é uma cantora islandesa  que representou o seu país no Festival Eurovisão da Canção 1987 realizado em Bruxelas. Naquela competição interpretou o tema Hægt og hljótt (em português: (Devagar e silenciosamente ) , uma balada com letra e música de Valgeir Guðjónsson e o orquestrador foi Hjálmar Ragnarsson). A canção terminou em 16º lugar (entre 22 países participantes) e recebeu 28 pontos. Na actualidade, é cantora de ópera e vive em Parma, Itália